# HIROMIC WORLD
『HIROMIC WORLD』（ヒロミック・ワールド）は、日本のアイドル歌手・郷ひろみが1975年11月21日にCBS・ソニーレコードから発売した6枚目のオリジナルアルバムである。

## 内容
前作『郷ひろみヒット全曲集』から約3週間ぶり、オリジナルアルバムとしては『ひろみの旅』から5ヶ月ぶりの作品。
初の英表記のタイトルにして、既発シングルなし全新録曲というコンセプトアルバム。なお、全曲の作詞を荒井由実が、作曲と編曲を筒美京平が手掛けている。
オリコンチャート初登場5位を獲得。『ひろみの旅』以来2作ぶりにトップ10入りを果たした。
1991年9月15日にはCD規格で再発された。

## 収録曲

### LP盤
| 全作詞: 荒井由実、全作曲・編曲: 筒美京平。 |                    |          |            |      |
| #                                          | タイトル           | 作詞     | 作曲・編曲 | 時間 |
| 1.                                         | 「午后のイメージ」 | 荒井由実 | 筒美京平   | 3:40 |
| 2.                                         | 「20才を過ぎたら」 | 荒井由実 | 筒美京平   | 3:25 |
| 3.                                         | 「恋のハイウェイ」 | 荒井由実 | 筒美京平   | 2:46 |
| 4.                                         | 「宇宙のかなたへ」 | 荒井由実 | 筒美京平   | 2:38 |
| 5.                                         | 「君のおやじ」     | 荒井由実 | 筒美京平   | 2:47 |
| 合計時間:                                  | 合計時間:          | 15:16    |            |      |

| 全作詞: 荒井由実、全作曲・編曲: 筒美京平。 |                              |          |            |      |
| #                                          | タイトル                     | 作詞     | 作曲・編曲 | 時間 |
| 1.                                         | 「雨にひとり」               | 荒井由実 | 筒美京平   | 3:33 |
| 2.                                         | 「ウィスキー・ボンボン」     | 荒井由実 | 筒美京平   | 2:54 |
| 3.                                         | 「ライトグリーンの休日」     | 荒井由実 | 筒美京平   | 2:50 |
| 4.                                         | 「青ひげの男」               | 荒井由実 | 筒美京平   | 3:50 |
| 5.                                         | 「誰もこない世界へ」         | 荒井由実 | 筒美京平   | 4:32 |
| 6.                                         | 「ガラス張りのエレベーター」 | 荒井由実 | 筒美京平   | 3:06 |
| 合計時間:                                  | 合計時間:                    | 20:45    |            |      |

### CD盤
| 全作詞: 荒井由実、全作曲・編曲: 筒美京平。 |                              |          |            |      |
| #                                          | タイトル                     | 作詞     | 作曲・編曲 | 時間 |
| 1.                                         | 「午后のイメージ」           | 荒井由実 | 筒美京平   | 3:40 |
| 2.                                         | 「20才を過ぎたら」           | 荒井由実 | 筒美京平   | 3:25 |
| 3.                                         | 「恋のハイウェイ」           | 荒井由実 | 筒美京平   | 2:46 |
| 4.                                         | 「宇宙のかなたへ」           | 荒井由実 | 筒美京平   | 2:38 |
| 5.                                         | 「君のおやじ」               | 荒井由実 | 筒美京平   | 2:47 |
| 6.                                         | 「雨にひとり」               | 荒井由実 | 筒美京平   | 3:33 |
| 7.                                         | 「ウィスキー・ボンボン」     | 荒井由実 | 筒美京平   | 2:54 |
| 8.                                         | 「ライトグリーンの休日」     | 荒井由実 | 筒美京平   | 2:50 |
| 9.                                         | 「青ひげの男」               | 荒井由実 | 筒美京平   | 3:50 |
| 10.                                        | 「誰もこない世界へ」         | 荒井由実 | 筒美京平   | 4:32 |
| 11.                                        | 「ガラス張りのエレベーター」 | 荒井由実 | 筒美京平   | 3:06 |
| 合計時間:                                  | 合計時間:                    | 36:01    |            |      |